# 1020. grenadirski polk (Wehrmacht)
1020. grenadirski polk (nemško 1020. Grenadier-Regiment) je bil pehotni polk Heera v času druge svetovne vojne.

## Zgodovina
Polk je bil ustanovljen 11. maja 1944 iz 1213. in 1214. varnostnega bataljona kot sestavni del 70. pehotne divizije.
Novembra 1944 je bil polk na Nizozemskem zajet.